# Agnone
Agnone är en ort och kommun i provinsen Isernia i regionen Molise i södra Italien. Kommunen hade 4 897 invånare (2018).
Agnone är känt för sin tillverkning av klockor och har ett museum för klockor, Il Museo Internazionale della Campana.